# Musikjahr 1538
Liste der Musikjahre

◄◄ | ◄ | 1534 | 1535 | 1536 | 1537 | Musikjahr 1538 | 1539 | 1540 | 1541 | 1542 | ► | ►►

Weitere Ereignisse
Dieser Artikel behandelt das Musikjahr 1538.

## Ereignisse
- Martin Agricola, der sich 1519 in Magdeburg als Musiklehrer niedergelassen und der Reformation angeschlossen hat, ist Kantor der zu einer einzigen städtischen Anstalt zusammengefassten Musikschulen. Neben seiner Lehraufgabe bemüht sich Agricola vor allem darum, der neuen protestantischen Bewegung eine eigene Kirchenmusik zu geben.
- Benedictus Appenzeller ist seit 1536 Sänger am habsburgischen Hof der Regentin Maria von Ungarn in Brüssel und seit 1537 Leiter der Chorknaben (maître des enfants).
- Pietro Aron ist Mönch in einem Kreuzherrenkloster bei Bergamo.
- Pierre Attaingnant, der um 1527/1528 eine Variante des Notendrucks erfunden hat, die das Drucken in einem Arbeitsgang erlaubt, veröffentlicht von 1528 bis 1552 mehr als 50 Chansonsammlungen und einige „Tanzbücher“.
- Antoine Barbé hat – nach den Akten der Kathedrale von Antwerpen – von 1527 bis 1562 die Stelle des Kapellmeisters inne.
- Leonardo Barré, ein Schüler von Adrian Willaert in Venedig, ist seit 1537 Sänger der päpstlichen Kapelle in Rom. Diese Anstellung behält er bis 1555.
- Eustorg de Beaulieu, der 1537 zum Protestantismus konvertiert und von Lyon nach Genf geflohen ist, studiert an der Akademie von Lausanne Theologie.
- Arnold von Bruck ist seit der zweiten Jahreshälfte 1527 in Wien Kapellmeister des österreichischen Regenten Erzherzog Ferdinand (dem späteren König und Kaiser Ferdinand I.) und zwar als Nachfolger von Heinrich Finck. Diese Stellung behält er über 18 Jahre. Die Wiener Hofkapelle gilt als herausgehobene Institution in der österreichisch-habsburgischen Musikwelt, und als Leiter dieser Kapelle genießt Arnold von Bruck ein besonderes Ansehen.
- Joan Brudieu kommt 1538 als junger Sänger und Dirigent an die Kathedrale von La Seu d’Urgell.
- Jakob Buus kann 1538 zwei seiner Chansons im dritten Band der Sammlung Parangon des chansons des Verlegers Jacques Moderne in Lyon veröffentlichen. Damit ist der erste Schritt des Komponisten in die Öffentlichkeit getan.
- Antonio de Cabezón zieht nach seiner Heirat um das Jahr 1538 nach Ávila, der Geburtsstadt seiner Frau.
- Pierre Certon wirkt seit dem Jahr 1529 in Paris an Notre-Dame.
- Die erste aktenkundige Erwähnung des Komponisten Jacobus Clemens non Papa erfolgt um 1538, als er bei dem Pariser Verleger Pierre Attaingnant eine kleine Anzahl seiner Chansons unter seinem ursprünglichen Namen Jacob Clement in einem Sammeldruck veröffentlichen kann.
- Ghiselin Danckerts ist von 1538 bis 1565 Sänger der päpstlichen Kapelle in Rom.
- Jehan Daniel ist Organist an der Kathedrale von Angers. Er hat diese Stelle bis 1540 inne.
- Jean De Latre ist in den Jahren 1538 und 1539 Singmeister (maître de chant) des Kollegiatstifts Saint-Jean l’Evangeliste in Lüttich. Dies geht aus den Listen des Kollegiatstifts hervor. Weil die Listen vor und nach diesen Jahren verloren sind, ist es möglich, dass er schon vor 1538 und nach 1539 dort gewirkt hat.
- Benedictus Ducis ist von 1535 bis zu seinem Tod 1544 evangelischer Pfarrer in Schalkstetten.
- Ludovicus Episcopius studiert ab 1538 an der Artes-Fakultät der Universität Löwen und schließt dort 1541 als Theologe sein Studium ab.
- Costanzo Festa, der möglicherweise bei Jean Mouton in Paris studiert hat, ist seit 1517 päpstlicher Kapellsänger in Rom und später Leiter dieses Chores. Als Komponist ist er einer der Begründer der Römischen Schule der Hochrenaissance, zugleich aber auch ein Bahnbrecher als Frühmadrigalist.
- Georg Forster ist seit 1534 Medizinstudent in Wittenberg. Er besucht dort zusätzlich die Vorlesungen von Philipp Melanchthon und Matthias Garbitius, und ist nach einiger Zeit auch Gast in Martin Luthers Tischgemeinschaft. Sein kompositorisches Können weckt das Interesse Luthers. Als Musikliebhaber wünscht er von Forster die Vertonung von Bibelpassagen. In dem Nürnbergischen Gelehrten-Lexikon von Georg Andreas Will heißt es im Ergänzungsteil (1818) von Christian Conrad Nopitch: „Luther vergnügte sich hauptsächlich an seiner Musik und ließ sich auch Psalmen und verschiedene Schriftstellen von ihm componiren“.
- Die von Henry Fresneau überlieferten Kompositionen lassen den Schluss zu, dass er von 1538 bis 1554 in Lyon gewirkt hat. Sein Werk umfasst die Motette Miser ubi parebo, die in Jacques Modernes Motetti del Fiore neben dem Werk zeitgenössischer Meister erscheint, was für sein damaliges Ansehen spricht, und 24 oder 25 vierstimmigen Chansons, die überwiegend in den Serien Le paragon des chansons und Le Difficile des chansons desselben Druckers veröffentlicht werden. Zu den bekannteren zählen Trac c’est le beau-père, Oeil importun und Peine et travail.
- Antonio Gardano, der seit 1532 in Venedig lebt und hier einen Musikverlag und eine Druckerei gründet, gibt zwischen 1538 und 1569 rund 450 Publikationen, vor allem Madrigale und geistliche Musik heraus. Von den noch 388 erhaltenen Drucken sind nur zwei nicht musikalischen Inhalts.
- Nicolas Gombert, der wahrscheinlich ein Schüler von Josquin Desprez († 1521) war, ist seit 1526 Mitglied der Hofkapelle von Kaiser Karl V. und seit 1529 maitre des enfants. Als Meister der Chorknaben ist Gombert für die musikalische und stimmliche Ausbildung der Knaben verantwortlich sowie für ihre Erziehung, ihre Unterbringung und ihr Wohlergehen. Der Chor besteht um diese Zeit aus 14 Erwachsenen, einem Organisten, einem „Souffleur“ (Kalkant oder Blasebalgtreter der Orgel) und etwa zwölf Chorknaben. Das letzte größere Ereignis, an dem er teilgenommen haben könnte, ist das Treffen der drei größten europäischen Hofkapellen in Aigues-Mortes im Jahr 1538; dies sind die päpstliche Kapelle von Paul III., die französische Hofkapelle von König Franz I. und die Hofkapelle von Karl V.

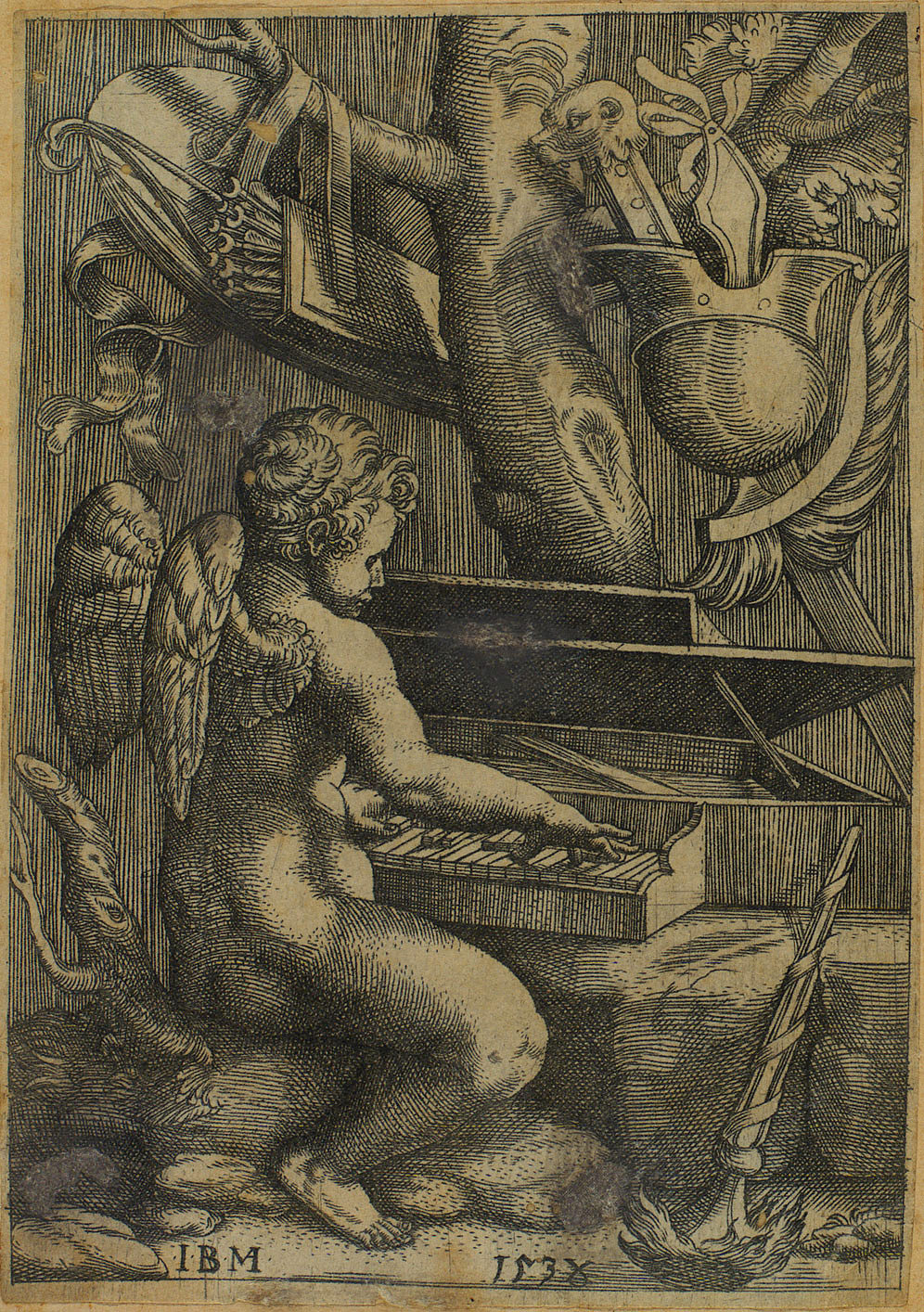
Giovanni Battista Ghisi – Cupido tocando cravo

- Matthias Greitter übernimmt 1538 eine Stellung als Musiklehrer am Collegium Argentinense, dem Vorläufer der Straßburger Universität.
- Lupus Hellinck ist Succentor an der Liebfrauenkirche in Brügge und seit dem 17. Juni 1523 an der Hauptkirche St. Donatian, was mit den Aufgaben der Chorleitung und des Unterrichts der Chorknaben verbunden ist.
- Nikolaus Herman ist Kantor und Lehrer an der Lateinschule in St. Joachimsthal. Hier arbeitet er unter anderem mit Johannes Mathesius zusammen, der dort ab 1532 als Rektor der Schule amtiert.
- Gheerkin de Hondt, der von 1. August 1530 bis Februar 1532 als Singmeister an der Nieuwe Kerk in Delft wirkte, übt die gleiche Tätigkeit von 1532 bis 1539 an der Kirche St. Jakob in Brügge aus; dort ist er außerdem Mitglied der Sakramentsgilde.
- Clément Janequin ist seit 1534 Kapellmeister der Kathedrale von Angers.
- Hans Kotter lehrt seit 1534 als Schulmeister in Bern.
- Hans Kugelmann, der in den Diensten des Hauses Fugger in Augsburg stand, ist seit 1524 Trompeter und Hofkomponist beim Markgrafen Albrecht in Königsberg. Parallel zu seiner Tätigkeit bei Hofe ist er von 1534 bis zu seinem Tode Kapellmeister der Kantorei.
- Erasmus Lapicida, der um das Jahr 1521 vom Habsburger Erzherzog Ferdinand I. (Regierungszeit als Erzherzog 1521–1531) am Schottenkloster in Wien eine Präbende verliehen bekam, lebt dort die 26 restlichen Jahre seines Lebens.
- Jacotin Le Bel ist Mitglied der Hofkapelle des französischen Königs Franz I. Auf einer Liste der Gehaltsempfänger der Kapelle 1532/1533 erscheint er als haulte-contre und als chantre et chanoine ordinaire. Vom König bekommt er ein Kanonikat und eine Pfründe an der Kollegiatkirche Notre Dame in der Provinz Anjou. Jacotin verfasst mehr als 50 mehrstimmige Werke in über 100 Manuskripten und Drucken des 16. Jahrhunderts. 32 dieser Werke werden zwischen 1528 und 1553 von dem königlichen Notendrucker Pierre Attaingnant gedruckt.
- Francesco Londariti wählt, wie sein Vater Nikolaos, die Klerikerlaufbahn und arbeitet an dessen Kirche bereits in jungen Jahren von 1537 bis 1544 als Organist. Die Unterstützung seines Vaters, die guten Beziehungen seiner Familie und sein außerordentliches Talent als Musiker ermöglichen, dass er als unehelicher Sohn eines Priesters nicht mit den derzeit üblichen Hindernissen konfrontiert ist und nicht nur zum Priester ordiniert, sondern auch mit dem Titel eines Apostolischen Protonotars und verschiedenen hohen kirchlichen Ämtern versehen wird, die mit einträglichem Grundbesitz und damit einigem Wohlstand verbunden sind.
- Johannes Lupi ist magnus vicarius und Subdiakon in Cambrai.
- Stephan Mahu, der vielleicht schon ab Anfang der 1520er Jahre als Sänger und Posaunist Mitglied des Hofstaats von Königin Anna von Böhmen und Ungarn (1503–1547), der Ehefrau von Ferdinand I. ist, verpflichtet sich ab dem 14. November 1528 vertraglich zum lebenslangen Dienst bei ihr und Ferdinand. Dafür wird ihm im Gegenzug eine erhebliche Gehaltserhöhung zugesichert, die allerdings erst ab dem Jahr 1539 ausgezahlt wird. Zusätzlich hat er zwischen September 1529 und März 1532 die Stelle eines Vizekapellmeisters der Wiener Hofmusikkapelle von Erzherzog Ferdinand unter Arnold von Bruck übernommen, und zwar bis zum Jahr 1539.
- Jachet de Mantua ist spätestens seit 1535 Magister der Kapellknaben und Kapellmeister an der Kathedrale St. Peter und Paul in Mantua.
- Luis Milán verbringt vermutlich sein ganzes Leben in Valencia und ist dort bis etwa 1538 am herzoglichen Hof der Germaine de Foix beschäftigt.
- Francesco Canova da Milano, der seit 1535 in Rom als Lautenist und Violaspieler des Kardinals Ippolito de’ Medici und als Lehrer des Neffen von Papst Paul III., Ottavio Farnese, wirkt, begleitet 1538 den Papst zu einem Treffen zwischen Karl V. und Franz I. in Nizza.
- Cristóbal de Morales ist seit 1535 Sänger in der Sixtinischen Kapelle und lebt und wirkt zur Zeit des Pontifikates von Paul III. zehn Jahre lang in Rom.
- Anton Musa ist seit 1536 Pfarrer in Rochlitz, ein Amt, das er acht Jahre lang ausübt.
- Luis de Narváez steht seit den 1520er Jahren im Dienst von Francisco de los Cobos y Molina (1477–1547), Komtur von León und Sekretär von Kaiser Karl V.; er lebt mit großer Wahrscheinlichkeit in Valladolid mit seinem Dienstherrn bis zu dessen Tod 1547. Zur Veröffentlichung seines Werkes Los seys libros del Delphín de música de cifras para tañer Vihuela erhält er im Jahr 1537 das königliche Druckprivileg und kann es 1538 veröffentlichen.
- Francesco Patavino, der in Gemona die Dommusik leitet, verlässt Gemona und kehrt nach Treviso zurück, wo er wieder als Kapellmeister tätig wird. In Dokumenten aus Treviso ist er bis 1551 nachweisbar.
- Nicolas Payen, der wahrscheinlich zwischen 1522 und 1529 Chorknabe bei der capilla flamenca von Kaiser Karl V. gewesen ist und danach an einem nicht näher bekannten Ort seine musikalische Ausbildung fortgesetzt hat, wird ab 1534 wieder von der kaiserlichen Hofhaltung in den Gehaltslisten geführt.
- Dominique Phinot, der aus Frankreich stammt und den größeren Teil seines Lebens in Italien verbringt, kann 1538 seine frühesten Motetten in Venedig und Ferrara veröffentlichen.
- Giovanni Pierluigi da Palestrina ist seit 1537 Chorknabe in Rom. Das geht aus einem Vertrag zwischen dem Domkapitel von Santa Maria Maggiore und dem Sänger und Kapellmeister Giacomo Coppola vom 25. Oktober 1537 hervor. In dem Vertrag werden auch sechs letzterem anvertraute Chorknaben erwähnt, unter ihnen ein „Joannes de Palestrina“.
- Pierre Sandrin veröffentlicht zwischen 1538 und 1549 etwa 50 vierstimmige Gesänge.
- Claudin de Sermisy ist Mitglied der Hofkapelle von König Franz I. von Frankreich. Ab dem Jahr 1533 ist der Komponist als sous-maître über alle Musiker der königlichen Kapelle tätig; die administrative Leitung hat Kardinal François de Tournon, ein enger Vertrauter des Königs. Als sous-maître leitet de Sermisy die Aufführungen der etwa 40 erwachsenen Sänger und sechs Chorknaben, welche die königliche Kapelle während der 1530er und 1540er Jahre besitzt; darüber hinaus ist er für das Wohl der Knaben verantwortlich und hat die Aufsicht über die liturgischen und musikalischen Bücher der Kapelle. Er übt dieses Amt bis etwa 1553 aus.
- Tielman Susato ist seit 1531 Mitglied der Antwerpener Stadtmusikanten; er spielt die Instrumente Flöte, Blockflöte, Krummhorn, Feldtrompete und Posaune und hat vielleicht auch die abendlichen Andachten der Bruderschaft begleitet.
- Thomas Tallis ist in den Jahren 1532 bis 1540 Organist an der Augustiner-Abtei Waltham nördlich von London.
- John Taverner, dessen Tätigkeit für die St. Botolph’s Church in der Stadt Boston in Lincolnshire 1537 endet, bleibt in Boston. Er steht in Kontakt mit Thomas Cromwell, dem protestantischen Minister des englischen Königs Henry VIII. In dessen Auftrag führt er in der Region Boston die 1534 veranlasste Auflösung der Klöster durch.
- Für die zweite Auflage des Textes Lob vnd preis der loblichen Kunst Musica des Komponisten und Kantors Johann Walter verfasst Martin Luther das Vorwort Die beste Zeit im Jahr ist mein.
- Philip van Wilder erhält am 18. März 1538 die englische Staatsbürgerschaft, was ihm erlaubt, in England Land zu besitzen. Am 1. Mai 1538 wird sein ältester Sohn Henry geboren.
- Adrian Willaert ist seit dem 12. Dezember 1527 Domkapellmeister zu San Marco in Venedig. Der Komponist behält dieses Amt 35 Jahre lang bis zu seinem Tod; erst durch sein Wirken bekommt diese Stelle ihre in ganz Europa herausragende Bedeutung. Willaert ist der Nachfolger von Petrus de Fossis († vor dem 7. Juli 1526).

Heinrich Aldegrever: Die kleinen Hochzeitstänzer, Serie von 8 Kupferstichen, je ca. 5,4 × 3,8 cm.
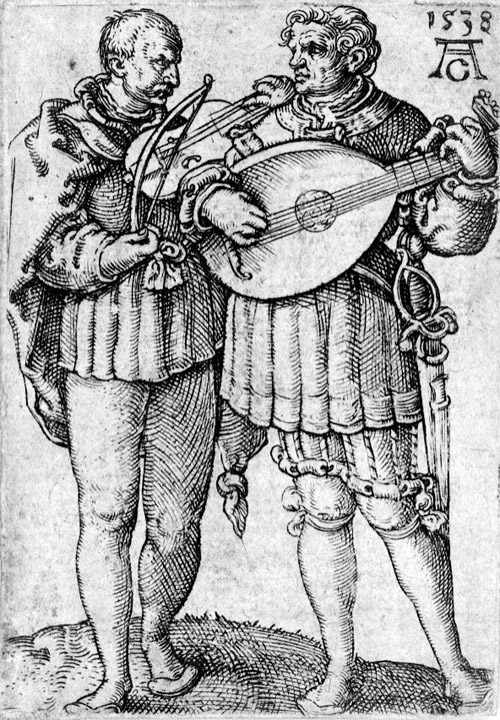
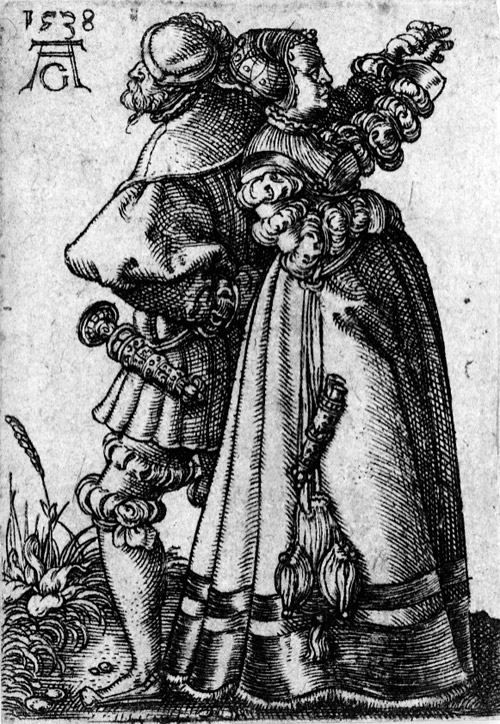
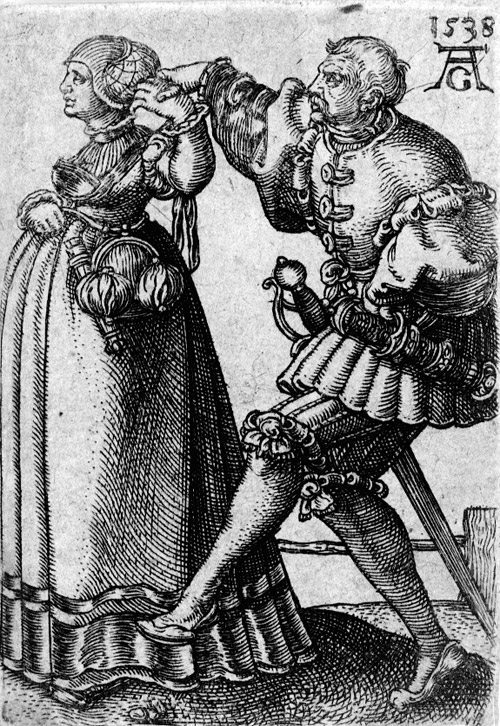
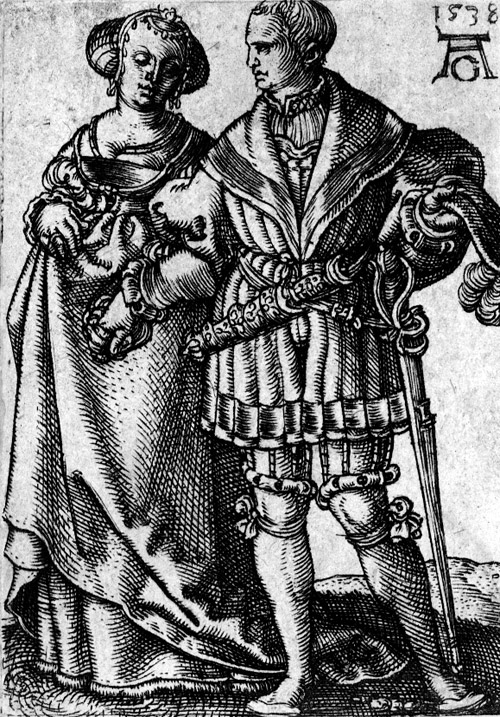
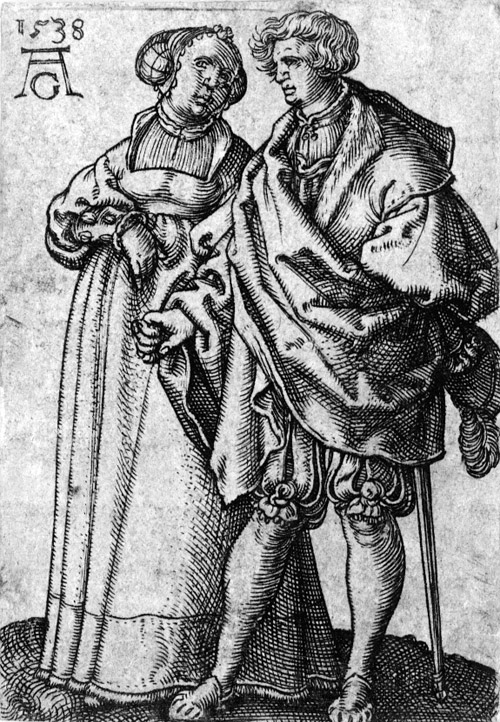
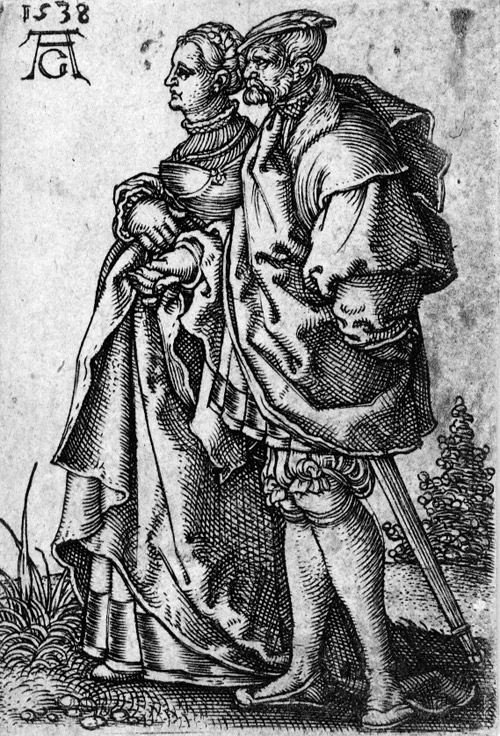
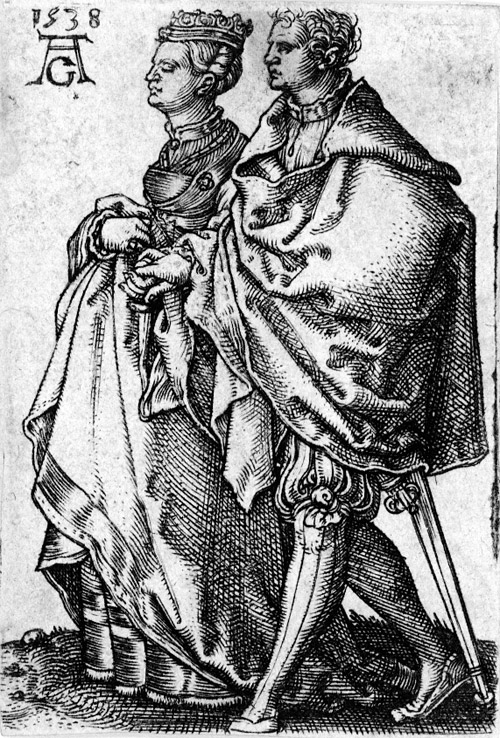
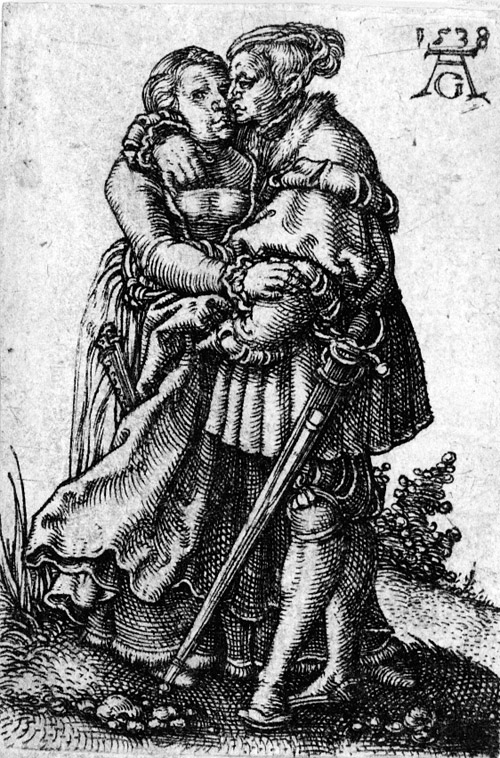

## Instrumentalmusik

### Für verschiedene Instrumente
- Ludwig Senfl – Fantasia: Noten und Audiodateien im International Music Score Library Project

### Für Vihuela
- Luis de Narváez – Los seys libros del Delphín de música de cifras para tañer Vihuela, Valladolid: Noten und Audiodateien im International Music Score Library Project

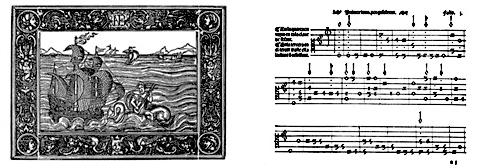
Zwei Seiten aus dem Buch Los seys libros del Delphin de música de cifras para tañer Vihuela von Luis de Narváez

- - Buch 1: Fantasia I bis VIII im 1. bis 8. Ton
  - Buch 2: Ay en el fantasias por algunos tonos que no son tan dificultosas de tañer como las del primer libro: Fantasia IX bis XIV im 1., 4. und 5. Ton
  - Buch 3: Ay en obras compuestas de Josquin y canciones Francescas de diversos autores: Intavolierungen aus Messen von Josquin des Préz: Sanctus und Osanna aus der Messe „Ercules dux ferrarie“, Sanctus und Osanna aus der Messe „Faissan regres“, das Cum santo spirito aus der „Missa sine nomine“, weiterhin die Chanson d’Émpereur del quarto tono „Mille regres“ von Josquin, die Chanson „Jamais je n’eus tant de soulas“ von Nicolas Gombert, die Chanson „Si par souffrir“ von Jean Courtois und die Chanson „Je veulx laysser melancolie“ von Jean Richafort
  - Buch 4: Y en el diferencias de contrapuntos sobre el igno del nuestra Señora o gloriosa Domina, y de Pange lingua y Sacris solenniis: Sechs Variationen über „O gloriosa Domina“ und fünf Variationen über „Sacris solenniis“
  - Buch 5: Ay en el romances y villancicos para tañer y cantar y contrapuntos sobre algunos villancicos: „Ya se asienta el rey Ramiro“, „Paseavase el rey Moro“, „Si tantos halcones“ (drei Variationen), „Y la mi cinta dorada“ (sechs Variationen), „La bella mal maridada“, „Con que la lavare“ und „Ay arde coraçon“
  - Buch 6: Ay en el veynte y dos diferencias de Conde claros para discantar y siete diferencias de guardame las varcas, y una baxa de contrapunto: „Conde claros“ (22 Variationen), „Guardame las vacas“ (7 Variationen) und „Baxa de contrapunto“, darin:
    - Conde claros: Noten und Audiodateien im International Music Score Library Project
    - Diferencias sobre 'Guárdame las vacas': Noten und Audiodateien im International Music Score Library Project

## Vokalmusik

### Geistlich
- Benedictus Appenzeller
  - Motette Jesu Christe verbum patris zu fünf Stimmen (Nürnberg)
  - Motette Plangite Pierides zu fünf Stimmen (Lyon)
- Josquin Desprez – Motette Dulces Exuviae: Noten und Audiodateien im International Music Score Library Project
- Georg Forster
  - Motette Conclusit Deus omnia zu vier Stimmen (Wittenberg)
  - Motette Domine clamavi zu vier Stimmen (Wittenberg)
- Johannes Galliculus
  - Passion Passio Domini nostri Jesu Christi secundum Marcum zu vier Stimmen (Wittenberg)
  - Psalm Quare fremuerunt gentes zu vier Stimmen (Nürnberg 1537 und 1538)
- Nicolas Gombert
  - Motette Aspice Domine in testamentum zu fünf Stimmen
  - Motette Ave sanctissime Jesu Christe zu vier Stimmen
  - Motette Gabriel nuntiavit Mariae zu fünf Stimmen (auch Dominique Phinot zugeschrieben)
  - Motette Gaude mater ecclesia zu vier Stimmen
  - Motette Hic est discipulus zu fünf Stimmen
  - Motette In illo tempore dixit Jesus / Hic est panis zu fünf Stimmen
  - Motette O Jesu Christe succurre zu sechs Stimmen
  - Motette Respice Domine zu fünf Stimmen
  - Motette Sancta et immaculata zu fünf Stimmen
  - Motette Tribulatio cordis mei zu fünf Stimmen
- Erasmus Lapicida – Veni electa mea zu vier Stimmen
- Jean Lecocq – Motette Angelus Domini descendit zu vier Stimmen
- Jacques Moderne (Hrsg.) – Tertius Liber Mottetorum ad Quinque et Sex Voces. Opera ac solertia Iacobi Moderni, alias dicti Grand Iaques, in vnum coactorum & Lugduni prope phanũ diuae virginis de confort ab eodẽ Impressor: Noten und Audiodateien im International Music Score Library Project
- Jacob Obrecht – Passio Secundum Matthaeum: Noten und Audiodateien im International Music Score Library Project
- Johannes Ott – Secundus tomus novi operis musici: Noten und Audiodateien im International Music Score Library Project
- Johannes Petreius (Hrsg.) – Psalmorum selectorum, Tomus 1 (Nürnberg): Noten und Audiodateien im International Music Score Library Project, darin:
  - Unbekannter Komponist: Beatus vir qui non abiit
  - Johannes Galliculus: Quare fremuerunt gentes
  - Johannes Ursinus: Domine quid multiplicati sunt
  - Unbekannter Komponist: Cum invocarem
  - Leonhard Paminger: Verba mea auribus
  - Josquin Desprez: Domine ne in furore: Noten und Audiodateien im International Music Score Library Project
  - Jean Mouton: Domine Dominus noster
  - Unbekannter Komponist: In domino confido
  - Josquin Desprez: Usquequo Domine
  - Claudin de Sermisy: Domine quis habitabit
  - Unbekannter Komponist: Conserva me Domine
  - Josquin Desprez: Coeli enarrant gloria Dei
  - Jean Richafort: Exaudiat te Domine
  - Claudin de Sermisy: Domini est terra
  - Unbekannter Komponist: Ad te Domine levavi
  - Unbekannter Komponist: In te Domine speravi
  - Josquin Desprez: Beati quorum
  - Thomas Stoltzer: Benedicam Dominum in omne tempore
  - Josquin Desprez: Domine ne in furore tuo
  - Paulus Wüst: Beatus qui intelligit
  - Unbekannter Komponist: Judica me Deus
  - Thomas Stoltzer: Omnes gentes plaudite
  - Unbekannter Komponist: Miserere mei Deus
  - Unbekannter Komponist: Quid gloriaris in malicia
  - Unbekannter Komponist: Deus in nomine tuo
  - Johannes Heugel: Exaudi Deus deprecationem
  - Johann Walter: Deus misereatur nostri
  - Ludwig Senfl: Deus in adjutorium meum
  - Wilhelm Nordwig: In te Domine speravi
  - Josquin Desprez: Qui regis Israel intende
  - Josquin Desprez: Domine ne proiicias
  - Johannes Heugel: Confitebimur tibi Deus
  - Johannes Wannenmacher: Attendite popule meus
  - Jean Conseil: Deus venerunt gentes
  - Conrad Rein: Inclina Domine aurem tuam
  - Sixtus Dietrich: Qui habitat in adjutorio
- Dominique Phinot
  - Motette Exsurge, quare obdormis zu fünf Stimmen
  - Motette Ne derelinquas me, Domine zu fünf Stimmen
  - Motette Pater peccavi in caelum zu fünf Stimmen
  - Motette Spiritus meus attenuabitur zu fünf Stimmen
  - Motette O altitudo divitiarum zu vier Stimmen
  - Motette Osculetur me osculo oris sui zu vier Stimmen
- Georg Rhau (Hrsg.)
  - Selectae Harmoniae quatvor vocum, de passione Domini: Noten und Audiodateien im International Music Score Library Project
  - Symphoniae iucundae arque adeo breves quatuor vocum: Noten und Audiodateien im International Music Score Library Project
- Konrad Rupff – Haec dicit Dominus
- Unbekannter Komponist – Kolęda z Ewanieliey S. Lukassa: Noten und Audiodateien im International Music Score Library Project
- Philippe Verdelot – Videns Dominus flentes sonores Lazari: Noten und Audiodateien im International Music Score Library Project

### Weltlich
- Pierre Certon
  - Chanson Amour me feist longuement souffreteux: Noten und Audiodateien im International Music Score Library Project
  - Chanson Frère Thibault: Noten und Audiodateien im International Music Score Library Project
- Sixt Dietrich – Lied Elslin liebes elselin min: Noten und Audiodateien im International Music Score Library Project
- Hieronymus Formschneider (Hrsg.) – Trium Vocum Carmina (Nürnberg), darin:
  - Chanson Petite Camusette: Noten und Audiodateien im International Music Score Library Project
- Antonio Gardano – Motetti del frutto. (3 Bände, 1538–1539)
- Nicolas Gombert
  - Chanson A bien grand tort zu vier Stimmen
  - Chanson Mort et fortune zu vier Stimmen: Noten und Audiodateien im International Music Score Library Project
  - Chanson Vous êtes trop jeune zu vier Stimmen: Noten und Audiodateien im International Music Score Library Project
- Nicolle des Celliers de Hesdin – Madrigal Plaindre l'ennuy de la peine: Noten und Audiodateien im International Music Score Library Project
- Jacques Moderne (Hrsg.) – Le parangon des chansons, Livre 1, darin:
  - Jakob Buus – 2 Chansons zu vier Stimmen
  - Pierre Sandrin – Doulce memoire en plaisir consommée: Noten und Audiodateien im International Music Score Library Project
- Nicolas Payen
  - Chanson Fringottes jeune fillettes zu vier Stimmen, Lauten-Intabulierung 1546
  - Chanson Hau de par Dieu zu vier Stimmen
  - Chanson Il y a de lognon zu vier Stimmen, Lauten-Intabulierung 1548
- Claudin de Sermisy
  - Chanson Pilons pilons l'orge: Noten und Audiodateien im International Music Score Library Project
  - Chanson Vous perdez temps: Noten und Audiodateien im International Music Score Library Project
- Philippe Verdelot
  - Madrigal Italia mia bench'il parlar: Noten und Audiodateien im International Music Score Library Project
  - Madrigal Madonna non so dir tante parole: Noten und Audiodateien im International Music Score Library Project
- Pierre de Villiers
  - Chanson Ce n’est pas moy mais vous qui faict que je vous ayme: Noten und Audiodateien im International Music Score Library Project
  - Chanson Cueur sans mercy, yeulx meurtriers de ma joye: Noten und Audiodateien im International Music Score Library Project
  - Chanson Le dueil issu de la joye incertaine: Noten und Audiodateien im International Music Score Library Project
  - Chanson D’une dame je suys saisy: Noten und Audiodateien im International Music Score Library Project
  - Chanson Elle est m’amye, en parle qui parler: Noten und Audiodateien im International Music Score Library Project
  - Chanson En grant douleur faict son triste demeure: Noten und Audiodateien im International Music Score Library Project
  - Chanson Las je ne sçay s’elle me laissera: Noten und Audiodateien im International Music Score Library Project
  - Chanson L’heur et malheur de vostre congnoissance: Noten und Audiodateien im International Music Score Library Project
  - Chanson Mort ou mercy en languissant j’attendz: Noten und Audiodateien im International Music Score Library Project
  - Chanson Plus loing j’en suys, plus pres d’elle me sens: Noten und Audiodateien im International Music Score Library Project
  - Madrigal Priegi qui muoia il cielo: Noten und Audiodateien im International Music Score Library Project
  - Chanson Qui de tout bien vouldra choisir l’eslite: Noten und Audiodateien im International Music Score Library Project
  - Chanson Si le service est receu pour offence: Noten und Audiodateien im International Music Score Library Project
  - Chanson Si vous voullez m’amour avoir: Noten und Audiodateien im International Music Score Library Project
  - Chanson Le temps me vengera de si grande rudesse: Noten und Audiodateien im International Music Score Library Project
  - Chanson Un compaignon pour prendre ses esbatz: Noten und Audiodateien im International Music Score Library Project
  - Chanson Veu le grief mal que longuement j’endure: Noten und Audiodateien im International Music Score Library Project
- Hans Varnier der Ältere (Hrsg.) – Ein Hubsch new Gesangbuch (Ulm)
- Adrian Willaert – Quanto più m’arde: Noten und Audiodateien im International Music Score Library Project

## Instrumentenbau

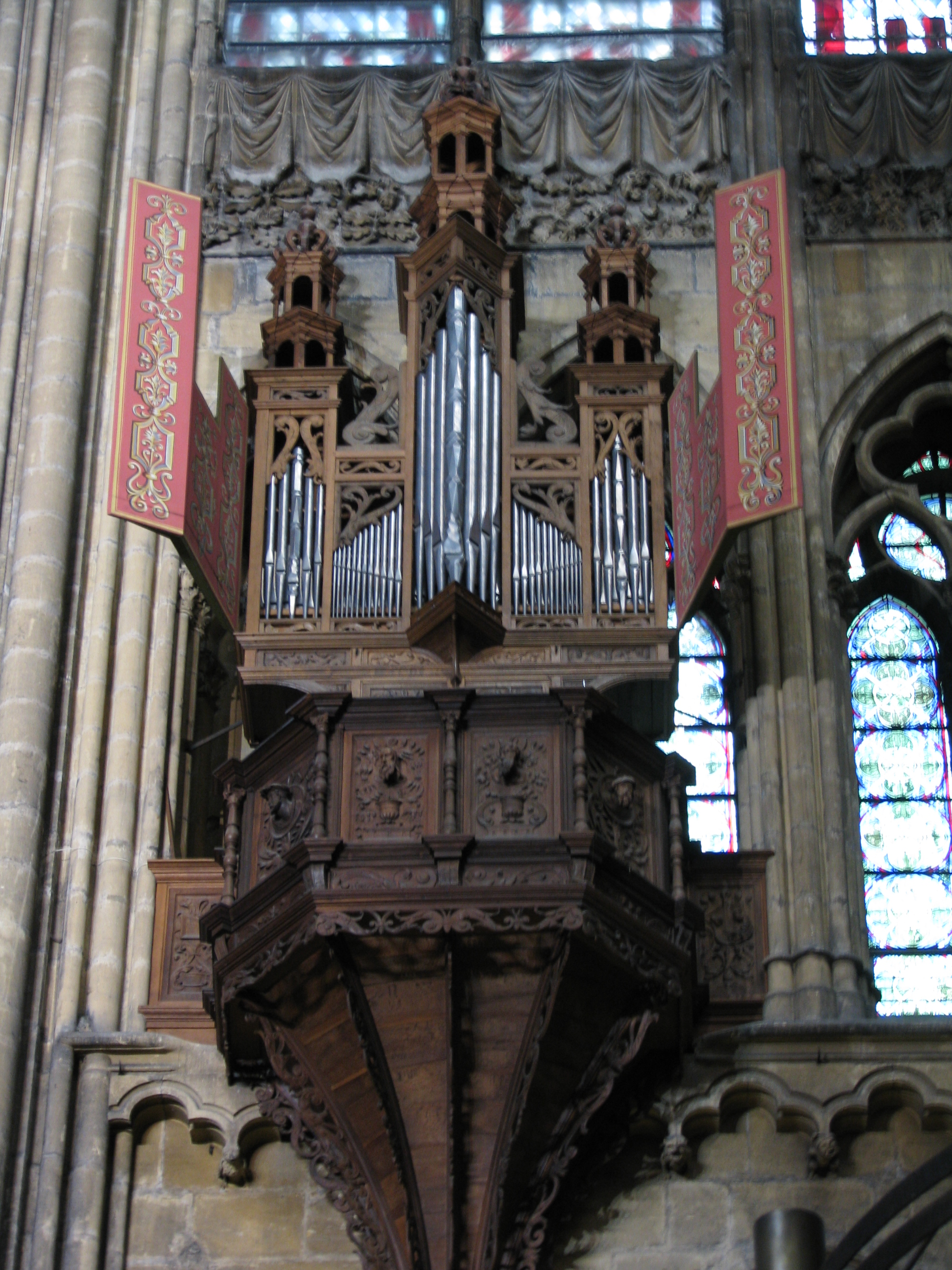
Schwalbennestorgel von Jean de Trèves in Metz

- Jean de Trèves (Johann von Promsfeldt) stellt in der Kathedrale von Metz seine Schwalbennestorgel fertig.

## Geboren

### Geburtsdatum gesichert
- 20. Januar (getauft): Stefano Felis, italienischer Komponist († 1603)

### Genaues Geburtsdatum unbekannt
- Pierre Bonnet, französischer Komponist († 1608)

### Geboren um 1538
- Robert White, englischer Komponist und Chormeister († 1574)

## Gestorben

### Todesdatum gesichert
- 00. Februar: Hans Buchner, deutscher Organist und Komponist (* 1483)
- 23. Dezember: Niklaus Oberacker, deutscher Stück- und Glockengießer (* vor 1497)

### Gestorben nach 1538
- Marco Dall’Aquila, italienischer Lautenist und Komponist (* um 1480)